# Навруз (Кашкадарьинская область)
Навруз (узб. Navroʻz / Наврўз) — посёлок городского типа, расположенный на территории Каршинского района Кашкадарьинской области Республики Узбекистан.

Статус посёлка городского типа с 2009 года.